# Nauckhoff
Nauckhoff är en svensk adelsätt, varav en gren upphöjts till friherrelig rang.
Stamfader för ätten är Hans Nauckhoff som enligt Anreps antavlor tillhörde den estländska adeln och på 1600-talet var ryttmästare vid Estlands adelsfana. Hans hustru var dotter till major Baranoff och Anna Stuart. Deras sonson Johan Nauckohoff inkom till Sverige 1702 och var militär i den svenska armén. Han var gift med Margareta Christina Herderhjelm vars mor var en Bilberg. Deras barn naturaliserades som svensk adel 1777, och introducerades på nummer 2120.
En av sönerna, Henrik Johan Nauckhoff, blev 1813 friherre enligt 1809 års regeringsform och introducerades på nummer 343.